# Maria Vahekeni
Maria de Assunção Vahekeni do Rosário (Cunene, 13 de setembro de 1950 — Luanda, 26 de março de 2020) foi uma economista e política angolana.
Nascida na província do Cunene, em 13 de setembro de 1950, foi um dos primeiros e mais importantes nomes da etnia ovambo a militar pelo Movimento Popular de Libertação de Angola (MPLA). Na década de 1970 passou a ser membra da Organização da Mulher Angolana (OMA), inclusive participando de combates armados durante a Guerra de Independência de Angola.
Ao lado de Maria do Carmo Medina e Maria Mambo Café foi uma das três mulheres na delegação do MPLA presente nas negociações com Portugal em janeiro de 1975 que culminaram com o Acordo do Alvor.
Na independência de Angola, em novembro de 1975, tornou-se a primeira mulher a assumir um cargo político no primeiro escalão no governo de Angola, como Ministra dos Assuntos Sociais, permanecendo nesta pasta até 1980. Além de ser a formuladora das primeiras políticas setoriais de assistência social em Angola, seu mandato ministerial teve como foco o socorro assistencial aos atingidos pela Guerra Civil Angolana. Foi substituída por Rodeth Gil.
Maria Vahekeni tornou-se deputada pelo MPLA na Assembleia do Povo em 1980, permanecendo ininterruptamente no parlamento angolano até 2012. Como parlamentar, foi vice-presidente da Comissão de Economia e Finanças, primeira presidente do Grupo de Mulheres Parlamentares e membro da comissão permanente do Parlamento. Foi, ainda, membra da Rede de Mulheres Parlamentares da Comunidade de Desenvolvimento da África Austral (CDAA) e presidiu o Grupo Parlamentar de Amizade da América Central e do Sul.
Foi por duas vezes membra da Comissão Constituinte Angolana, responsável por elaborar tanto o Texto Constitucional de 1992 quanto o Texto Constitucional de 2010.
Entre 2013 e 2020 ocupou o cargo de administradora não-executiva da empresa Porto do Lobito E.P.
Maria Vahekeni morreu em Luanda, em 26 de março de 2020, vítima de doença.

## Vida pessoal
Tem como irmão a João Mulombo Vaikene, militante histórico da União Nacional para a Independência Total de Angola (UNITA).